# Festival de Nápoles
O Festival da Canção Napolitana (em italiano:  Festival della Canzone Napoletana), comummente conhecido como Festival de Nápoles (Festival di Napoli), foi um concurso de canções realizado em Nápoles entre 1952 e 2004. De 1952 até 1970, o espectáculo era transmitido pela RAI, já a partir de 1998 até 2004, foi transmitido pela Rete 4.

## História
Símbolo da canção napolitana da segunda metade do século XX, o Festival da Canção Napolitana nasceu na cidade partenopeia em 1952, um ano depois da fundação do Festival de Sanremo, tendo lugar no Teatro Mediterrâneo de Nápoles.
Entre os protagonistas Festival da Canção Napolitana de 1952 até 1970, estão os cantores napolitanos como Sergio Bruni, Aurelio Fierro, Nunzio Gallo, Maria Paris, Giacomo Rondinella, Mario Abbate, Gloria Christian, Mario Trevi, Fausto Cigliano, Franco Ricci, Mirna Doris, Tony Astarita, Mario Merola, Mario Da Vinci, Enzo Del Forno, Peppino di Capri, Gianni Nazzaro, Nino Fiore, Gegè Di Giacomo, Tullio Pane, Peppino Gagliardi, Gloriana, Giulietta Sacco, Bruno Venturini e Tony Bruni. Eles foram associados por cantores do Festival Sanremo como Carla Boni, Wilma De Angelis, Domenico Modugno, Ornella Vanoni, Claudio Villa, Don Backy, Giorgio Gaber, Julie, Fred Bongusto, Nilla Pizzi, Oscar Carboni, Betty Curtis, Giorgio Consolini, Tony Dallara, Jula de Palma, Johnny Dorelli, Equipe 84, Louiselle, Los Marcellos Ferial, Marino Marini, Miranda Martino, Milva, Gino Latilla, Anna Identici, Wilma Goich, I Giganti, Luciano Tajoli, Teo Teocoli, Achille Togliani, Iva Zanicchi, Carmen Villani, Luciano Virgili, Narciso Parigi, Katyna Ranieri, Flo Sandon's, Lara Saint Paul, Memo Remigi, Dean Reed, Anna German, Mei Lang Chang, Nini Rosso, Robertino, Teddy Reno, e por atores como Franco Franchi, Oreste Lionello, Nino Taranto, Renato Rascel, Ombretta Colli, Lando Fiorini, Beniamino Maggio e Angela Luce.
Participaram do festival, apresentadores notáveis como Nunzio Filogamo, Enzo Tortora, Pippo Baudo, Mike Bongiorno, Corrado Mantoni e Daniele Piombi.
O festival foi interrompido em 1971, mas depois de tantos esforços da organização, foi restituído à cidade em 1981, assumindo o nome de Festival di Napoli '81. O espectáculo, dividido em três noites e organizado pela Discografici Associati Napoletani (DAN) com o aporte da Radiotelevisione Italiana e o patrocínio da região da Campânia, foi apresentado por Franco Solfiti com a participação de Maria Laura Soldano, e transmitido rigorosamente a cores no Teatro Metropolitano de Nápoles, através da emissora Rai 3 às vinte e duas horas e trinta minutos. A transmissão radiofónica em directo ocorreu no segundo programa da Rai, às vinte e duas horas e quarenta e cinco minutos. Após esta edição, o festival teve outra pausa, até regressar em 1998 e ser finalizado em 2004, com transmissão pela Rete 4, num espírito diferente e com resultados variados.

## Vencedores
| Ano  | Cantor(es) | Canção | Apresentador(es) | Local |
| ---- | --- | --- | --- | --- |
| 1952 | Nilla Pizzi e Franco Ricci | “Desiderio 'e Sole” | Nunzio Filogamo | Teatro Mediterrâneo |
| 1953 | O Festival de Nápoles não foi realizado, porque inicialmente era projectado a cada dois anos, mas esta política passou a ser abandonada pela organização. | O Festival de Nápoles não foi realizado, porque inicialmente era projectado a cada dois anos, mas esta política passou a ser abandonada pela organização. | O Festival de Nápoles não foi realizado, porque inicialmente era projectado a cada dois anos, mas esta política passou a ser abandonada pela organização. | O Festival de Nápoles não foi realizado, porque inicialmente era projectado a cada dois anos, mas esta política passou a ser abandonada pela organização. |
| 1954 | Tullio Pane e Achille Togliani | “Suonno d'ammore” | Nunzio Filogamo e Marcella Davilland | Teatro Delle Palme |
| 1955 | Gino Latilla, Carla Boni e Maria Paris | “'E stelle 'e Napule” | Nino Taranto e Isa Bellini | Teatro Mediterrâneo |
| 1956 | Grazia Gresi e Aurelio Fierro | “Guaglione” | Nino Taranto e Nicoletta Orsomando | Teatro Mediterrâneo |
| 1957 | Marisa Del Frate | “Malinconico autunno” | Marisa Borroni, Enzo Tortora e Emma Danieli | Teatro Mediterrâneo |
| 1958 | Nunzio Gallo e Aurelio Fierro | “Vurria” | Enzo Tortora e Fulvia Colombo | Teatro Mediterrâneo |
| 1959 | Fausto Cigliano e Teddy Reno | “Sarrà chi sa?” | Lauretta Masiero, Lilla Rocco e Lucia Folli | Teatro Mediterrâneo |
| 1960 | Ruggero Cori e Flo Sandon's | “Serenata a Margellina” | Marisa Borroni e Lilli Lembo | Teatro Mediterrâneo |
| 1961 | Aurelio Fierro e Betty Curtis | “Tu si' 'a malincunia” | Mike Bongiorno | Teatro Mediterrâneo |
| 1962 | Sergio Bruni e Gloria Christian | “Marechiaro marechiaro” | Renato Tagliani | Teatro Mediterrâneo |
| 1963 | Claudio Villa e Maria Paris | “Jammo ja'” | Nunzio Filogamo, Pippo Baudo e Lilli Lembo | Teatro Mediterrâneo |
| 1964 | Domenico Modugno e Ornella Vanoni | “Tu si' 'na cosa grande” | Mike Bongiorno | Teatro Politeama |
| 1965 | Aurelio Fierro e Tony Astarita | “Serenata all'acqua 'e mare” | Pippo Baudo e Gaia Germani | Teatro Politeama |
| 1966 | Sergio Bruni e Robertino | “Bella” | Pippo Baudo, Gabriella Squillante | Teatro Politeama |
| 1967 | Nino Taranto e I Balordi | “'O matusa” | Renato Tagliani, Daniele Piombi, Corrado Mantoni e Nino Taranto                                                                                           | Hotel dei Principi (Sorrento) Punta Molino (Ísquia) Parco della Floridiana (Nápoles)                                                                      |
| 1968 | Mirna Doris e Tony Astarita | “Core spezzato” | Mike Bongiorno, Gabriella Squillante | Teatro Politeama |
| 1969 | Aurelio Fierro e Mirna Doris | “Preghiera a 'na mamma” | Daniele Piombi, Gabriella Squillante, Annie Palmieri e Enzo Berri                                                                                         | Teatro Politeama |
| 1970 | Peppino di Capri e Gianni Nazzaro | “Me chiamme ammore” | Daniele Piombi, Gloria Christian e Enzo Berri | Piazzetta di Capri |
| 1971 | Suspenso pela RAI | Suspenso pela RAI | Daniele Piombi, Aba Cercato, Enzo Berri e Ugo Frisoli | Teatro Mediterrâneo |
| 1981 | Mario Da Vinci | “'A mamma” | Franco Solfiti e Maria Laura Soldano | Teatro Metropolitano |
| 1998 | Ylenia | “Ehi Pascà!” | Barbara d'Urso | |
| 1999 | Gianni Fiorellino | “Girasole” | | |
| 2000 | Pia Paterno | “Sempre con te” | | |
| 2001 | Mario e Francesco Merola | “L'urdemo emigrante” | | |
| 2002 | Anna Calemme e gli Istentales | “Vorrei” | | |
| 2003 | Roberto Polisano | “Amore senza parole” | | |
| 2004 | Marika | “Astrigneme” | | |

## OFestival Napolitano
Embora o festival fosse inaugurado oficialmente em 1952, um primeiro exemplo do Festival da Canção Napolitana teve lugar em Sanremo, no Casino Municipal (Casinò Municipale), em 1932, com a participação de cantores como Carlo Buti, Ferdinando Rubino, Mario Pasqualillo. Um segundo espectáculo semelhante foi realizado no ano de 1933 em Lugano. Ambos os eventos foram organizados por Ernesto Murolo e Ernesto Tagliaferri; a direcção artística ficou a cargo do primeiro e a direcção de orquestra do segundo, que também foi o comentarista musical.

### Festival Napolitano(Sanremo, 1932)
Lista das músicas, autores e cantores que participaram do Festival Napolitano (Festival Napoletano) realizado em Sanremo no ano de 1932.
| Canção                     | Autor                 | Artista                                                |
| 'A frangesa                | (Costa)               | Ada Bruges                                             |
| 'A pacchianella d'Uttaiano | (Capurro-Giannelli)   | Carmencita                                             |
| 'A surrentina              | (G.B. & E. De Curtis) | Milly - Armando Falconi                                |
| Adduormete cu' mme         | (Murolo-Tagliaferri)  | Carlo Buti                                             |
| Ammore canta               | (Murolo-Tagliaferri)  | Vittorio Parisi                                        |
| E ddoie catene             | (Murolo-Tagliaferri)  | Carmencita                                             |
| Funiculì funiculà          | (Turco-Denza)         | Ferdinando Rubino                                      |
| Int'a n'ora Dio lavora     | (Murolo-Tagliaferri)  | Clara Loredano - Pina Gioia - Lola Verbana             |
| Lariulà                    | (Di Giacomo-Costa)    | Em coro todo o elenco                                  |
| Marechiaro                 | (Di Giacomo-Tosti)    | Vittorio Parisi                                        |
| Muntevergine               | (Cinquegrana-Valente) | Mario Pasqualillo - Ferdinando Rubino - Alfredo Sivoli |
| Napule                     | (Murolo-Tagliaferri)  | Em coro todo o elenco                                  |
| Napule ca se ne va         | (Murolo-Tagliaferri)  | Alfredo Sivoli                                         |
| 'Nbraccio a mme            | (Murolo-Tagliaferri)  | Ferdinando Rubino                                      |
| 'O cunto 'e Mariarosa      | (Murolo-Tagliaferri)  | Ada Bruges                                             |
| 'O paese d"o sole          | (Bovio-D'Annibale)    | Em coro todo o elenco                                  |
| 'O sole mio                | (Capurro-Di Capua)    | Mario Massa                                            |
| Paraviso e fuoco eterno    | (Murolo-Tagliaferri)  | Mario Pasqualillo                                      |
| Serenatella amara          | (Bovio-D'Annibale)    | Giorgio Schottler                                      |
| Torna a Surriento          | (G.B. & E. De Curtis) | Vittorio Parisi - Ferdinando Rubino                    |
| Totonno 'e Quagliarella    | (Capurro)             | Arturo Gigliati                                        |
| Ve chiammate               | (Murolo-Valente)      | Nicola Maldacea - Milly                                |
| Voce 'e chitarre           | (Murolo-Tagliaferri)  | Clara Loredano                                         |